# Бурбоны
Бурбо́ны (ед. ч.: Бурбо́н; фр. Bourbon, исп. Borbón, итал. Borbone) — европейская династия, младшая ветвь королевского дома Капетингов, происходящая от Роберта (1256—1317), графа де Клермон, младшего сына Людовика IX Святого. Он женился на Беатрисе Бургундской, даме де Бурбон, наследнице владений Первого Бурбонского дома, благодаря чему его сын, Людовик I де Бурбон унаследовал сеньорию Бурбон, получив в 1327 году герцогский титул. Один из его потомков, Генрих де Бурбон, король Наварры, вступил под именем Генриха IV в 1589 году на французский престол после пресечения другой ветви Капетингов, династии Валуа.
Ещё до провозглашения Генриха Наваррского королём Франции от основного древа рода Бурбонов отделились принцы Конде и несколько иных ветвей, из которых только ветвь графов де Бурбонов-Бюссе (внебрачная по своему происхождению) продолжает существовать и сегодня.

## Старшая ветвь герцогов Бурбонских
Крупные ветви рода:
- Старшая ветвь Бурбонов (потомки Людовика XV) пресеклась в 1883 году с кончиной внука Карла X, графа Генриха де Шамбора
- Испанские ветви. В 1700 году внук Людовика XIV герцог Анжуйский получил испанский престол и стал королём Филиппом V. После ряда низложений и реставраций Бурбоны царствуют в Испании и ныне (в лице Филиппа VI, сына отрёкшегося от престола в 2014 году Хуана Карлоса I). Согласно Утрехтскому договору 1713 года, потомки Филиппа V отказались от прав на французский престол, хотя французские роялисты-легитимисты в XIX веке считали законными наследниками именно испанских Бурбонов как старших в династии.
  - Карлистская ветвь. Потомки дона Карлоса Старшего (1788—1855) — младшего брата короля Фердинанда (Фернандо) VII, который лишил его права наследования престола в пользу своей дочери Изабеллы, чем нарушил салический закон, принятый в доме Бурбонов. Войны сторонников Карлоса и его потомков против Изабеллы и её наследников получили название «карлистских». Карлисты потерпели поражение, а сама ветвь пресеклась в 1936 году.
  - Ветвь Изабеллы. Потомки Изабеллы II и её двоюродного брата Франсиско Асисского (также члена дома Бурбонов, сына младшего брата дона Карлоса Старшего), которые правили страной до 1931 года и с 1975 года. Ветвь имеет трёх современных представителей мужского пола — Луиса Альфонсо (род. 1974), потомка старшего брата отца Хуана Карлоса I — глухонемого дона Хайме, герцога Сеговии, (Кадисская ветвь) династически старшего во всей династии Бурбонов, они претендуют на главенство в роде Бурбонов, а также на французский престол; Хуана Карлоса I (отрёкся от престола в 2014 году) и его сына Филиппа VI. Согласно нынешнему испанскому законодательству, наследовать престол могут только потомки правящего короля, включая женщин.
  - Севильская ветвь. Морганатическая ветвь потомков брата Франсиско, принца Энрике. Существует до сих пор (16 представителей).
  - Сицилийская ветвь. Потомки сына короля Карла III, Фердинанда (Фернандо) (1751—1825), ставшего королём Сицилии. Правили в Сицилии и Неаполе. Ветвь существует и сейчас, насчитывает 17 представителей.
  - Пармская ветвь. Потомки Фелипе (1720—1765), одного из младших сыновей Филиппа V, ставшего герцогом Пармским. Многочисленные представители (потомки 24 детей герцога Роберта I Пармского) живут и сейчас.
    - Люксембургская ветвь. Жан (великий герцог Люксембурга) (1921—2019) и его многочисленные потомки (16 человек). Ветвь происходит от одного из младших сыновей пармского герцога Роберто I (1848—1907), Феличе (1893—1970).
- Орлеанская династия — ветвь французских Бурбонов, происходящая от Филиппа Орлеанского, младшего брата Людовика XIV. Её представителем на французском престоле был Луи-Филипп I. После 1883 года, когда пресеклась старшая линия династии Бурбонов, глава Орлеанского дома считает себя главой королевского дома Франции; эта претензия оспаривалась представителями испанских линий (которые династически старше). Нынешний «номинальный король Франции» из Орлеанского дома — Иоанн IV (род. 1965).
  - Ветвь Орлеан-Браганса. Потомки внука Луи-Филиппа I Гастона (1842—1922), династия потомков бразильских императоров (также Капетингов).
  - Ветвь Орлеан-Галлиера. Потомки младшего сына Луи-Филиппа I Антуана (1814—1896), женившегося на испанской принцессе. Имеет шестерых ныне живущих представителей.
- От младшего брата отца Генриха IV Антуана Людовика происходят роды Конде и Конти, французских принцев крови, пресекшиеся в начале XIX века.

## На тронах Европы
Представители династии Бурбонов были или являются в настоящее время монархами следующих государств:
- Наваррского королевства (1550—1621)
- Франции (1589—1792; 1814—1815; 1815—1848),
- Испании (1700—1808; 1814—1868; 1874—1931; ныне царствует с 1975)
- Неаполя (1734—1806, 1815—1816)
- Сицилии (1734—1816)
- Королевства Обеих Сицилий (1816—1861)
- Пармского герцогства (1748—1802, 1847—1858)
- Герцогства Лукка (1815—1847)
- Великого герцогства Люксембург (с 1964 и поныне)